# 拉加代勒
拉加代勒（法語：Lagardelle，法語發音：[laɡaʁdɛl]）是法国洛特省的一个市镇，属于卡奥尔区。

## 地理
拉加代勒（44°29'34"N, 1°10'10"E）面积3.07 平方千米，位于法国奧克西塔尼大區洛特省，该省份为法国西南部内陆省份，北起顺时针与科雷兹省、康塔爾省、阿韦龙省、塔恩-加龙省、洛特-加龍省和多尔多涅省接壤。
与拉加代勒接壤的市镇（或旧市镇、城区）包括：贝莱、格雷泽尔、佩斯卡杜瓦尔、普赖萨克。

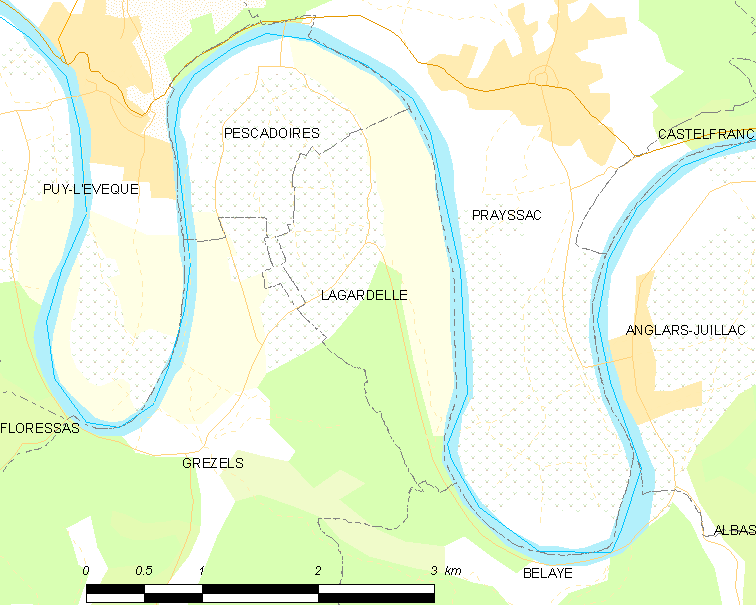
拉加代勒的OSM定位图

拉加代勒的时区为UTC+01:00、UTC+02:00（夏令时）。

## 行政
拉加代勒的邮政编码为46220，INSEE市镇编码为46147。

## 政治
拉加代勒所属的省级选区为皮莱韦克县。

## 人口

1962-2008年间拉加代勒人口变化图示

拉加代勒于2022年1月1日时的人口数量为124人。